# Petteri Forsell
Jani Petteri Forsell (Kokkola, 16 oktober 1990) is een Fins voetballer die doorgaans speelt als middenvelder. In februari 2025 verruilde hij Şanlıurfaspor voor KTP Kotka. Forsell maakte in 2013 zijn debuut in het Fins voetbalelftal.

## Clubcarrière
Forsell stroomde door vanuit de jeugd van KPV Kokkola en stapte in 2009 over naar VPS Vaasa. Bij die club had hij moeite zich in de basis te spelen en na één jaar verkaste hij opnieuw, nu naar IFK Mariehamn. Op 5 augustus 2012 werd bekend dat Bursaspor hem over had genomen. Hij kwam tweemaal in actie voor de club. Na een verhuurperiode bij zijn oude club IFK Mariehamn, vertrok hij uit Turkije. In februari 2016 verkaste Forsell naar het Poolse Miedź Legnica. Bij die club bleef hij anderhalf jaar, voor hij naar Örebro SK trok. Een halfjaar later keerde hij terug bij Miedź Legnica. In 2019 werd hij een halfjaar verhuurd aan HJK Helsinki. Korona Kielce nam de Fin in februari 2020 over. Via Stal Mielec kwam hij in augustus 2021 terecht bij Inter Turku. In maart 2024 keerde hij bij Korona Kielce terug in Polen. In de zomer van dat jaar nam Şanlıurfaspor hem transfervrij over. KTP Kotka haalde Forsell in februari 2025 terug naar Finland.

## Interlandcarrière
Forsell maakte zijn debuut in het Fins voetbalelftal op 6 februari 2013. Op die dag werd een vriendschappelijke wedstrijd tegen Israël met 2–1 verloren. Forsell, die een kwartier voor het einde van het duel inviel voor Mikael Forssell scoorde in de zevenentachtigste minuut de 1–1, waarna Lior Refaelov de winnende binnenschoot.
| Interlands van Petteri Forsell voor Finland | Interlands van Petteri Forsell voor Finland | Interlands van Petteri Forsell voor Finland | Interlands van Petteri Forsell voor Finland | Interlands van Petteri Forsell voor Finland | Interlands van Petteri Forsell voor Finland |
| №                                           | Datum                                       | Wedstrijd                                   | Uitslag                                     | Competitie                                  | Goals                                       |
| Als speler bij Bursaspor                    | Als speler bij Bursaspor                    | Als speler bij Bursaspor                    | Als speler bij Bursaspor                    | Als speler bij Bursaspor                    | Als speler bij Bursaspor                    |
| ------------------------------------------- | ------------------------------------------- | ------------------------------------------- | ------------------------------------------- | ------------------------------------------- | ------------------------------------------- |
| 1                                           | 6 februari 2013                             | Israël – Finland                            | 2 – 1                                       | Vriendschappelijk                           | 87'                                         |
| Als speler bij IFK Mariehamn                |                                             |                                             |                                             |                                             |                                             |
| 2                                           | 29 mei 2014                                 | Litouwen – Finland                          | 1 – 0                                       | Vriendschappelijk                           |                                             |
| 3                                           | 19 januari 2015                             | Zweden – Finland                            | 0 – 1                                       | Vriendschappelijk                           |                                             |
| 4                                           | 22 januari 2015                             | Jemen – Finland                             | 0 – 0                                       | Vriendschappelijk                           |                                             |
| 5                                           | 10 januari 2016                             | Zweden – Finland                            | 3 – 0                                       | Vriendschappelijk                           |                                             |
| 6                                           | 13 januari 2016                             | Finland – IJsland                           | 0 – 1                                       | Vriendschappelijk                           |                                             |
| Als speler bij Miedź Legnica                |                                             |                                             |                                             |                                             |                                             |
| 7                                           | 9 januari 2017                              | Marokko – Finland                           | 0 – 1                                       | Vriendschappelijk                           |                                             |
| 8                                           | 13 januari 2017                             | Slovenië – Finland                          | 2 – 0                                       | Vriendschappelijk                           |                                             |
| 9                                           | 24 maart 2017                               | Turkije – Finland                           | 2 – 0                                       | WK 2018 kwalificatie                        |                                             |
| 10                                          | 12 oktober 2018                             | Estland – Finland                           | 0 – 1                                       | Nations League 2018/19                      |                                             |
| 11                                          | 18 november 2018                            | Hongarije – Finland                         | 2 – 0                                       | Nations League 2018/19                      |                                             |
| 12                                          | 8 juni 2019                                 | Finland – Bosnië en Herzegovina             | 2 – 0                                       | EK 2020 kwalificatie                        |                                             |

Bijgewerkt op 11 maart 2025.